# 1892

La prima copertina de Le avventure di Sherlock Holmes, 1892.

Il 1892 (MDCCCXCII in numeri romani) è un anno bisestile del XIX secolo.

## Eventi
- 1º gennaio – L'isola di Ellis Island inizia a essere usata come luogo di raccolta e smistamento degli immigrati negli Stati Uniti d'America.
- 15 gennaio – James Naismith pubblica le regole della pallacanestro; la prima partita sarà disputata il 20 gennaio.
- 29 gennaio – Ad Atlanta (Georgia) viene fondata la Coca-Cola Company.
- 30 gennaio – Emilio Salgari sposa Ida Peruzzi e si trasferisce a Torino.
- 31 gennaio – Norvegia: Sulla collina di Holmenkollen, a Oslo, viene inaugurato il trampolino per il salto con gli sci.
- 2 febbraio – A Roma viene fondata la congregazione delle Figlie di San Camillo.
- 12 febbraio – Il compleanno di Abraham Lincoln è dichiarato festività federale negli Stati Uniti d'America.
- 15 marzo – Viene fondato il Liverpool Football Club.
- 16 marzo – Eduardo Scarfoglio e Matilde Serao fondano il quotidiano Il Mattino.
- 21 maggio – Al Teatro dal Verme di Milano viene rappresentata per la prima volta l'opera Pagliacci di Ruggero Leoncavallo.
- 4 giugno – David T. Abercrombie fonda la nota marca Abercrombie & Fitch (A&F).
- 28 giugno – Canottaggio: Fondazione a Torino, presso la Reale Società Canottieri Cerea, della Fédération Internationale des Sociétés d'Aviron (FISA).
- 11 luglio – È fondata l'Unione Sportiva Pro Vercelli, come società di ginnastica.
- 14 agosto – Viene fondato a Genova il Partito dei Lavoratori Italiani poi denominato Partito Socialista Italiano.
- 18 agosto – Viene firmata l'Alleanza franco-russa, ratificata un anno e mezzo dopo circa.
- Settembre – Italia: Termine dei lavori e inaugurazione del Canale Vacchelli, una delle maggiori opere di ingegneria idraulica della Lombardia.
- 9 settembre – Edward Emerson Barnard scopre Amaltea.
- 5 ottobre – Quasi tutta la Banda Dalton, una delle più famosi bande criminali del Far West, viene sterminata durante l'attacco alla First National Bank di Coffeyville, Kansas.
- 8 novembre – Grover Cleveland è rieletto Presidente degli Stati Uniti.
- 14 novembre – Onorato Caetani termina il suo mandato come sindaco di Roma.
- 18 dicembre – Al Teatro Mariinskij di San Pietroburgo va in scena per la prima volta il balletto Lo schiaccianoci di Pëtr Il'ič Čajkovskij.
- Il sultano di Zanzibar cede Mogadiscio al Regno d'Italia.
- Le isole Ellice, le moderne Tuvalu, e le isole Gilbert, moderne Kiribati, diventano protettorato britannico.
- La maggioranza ottenuta dai liberali a dagli irlandesi dell'Home Rule alle elezioni del Regno Unito è troppo piccola. William Ewart Gladstone forma il suo quarto governo.
- Oscar Rudolph Neumann inizia i suoi viaggi in Africa.
- È ristabilita una limitata convertibilità della Lira italiana.
- Gino Fano si laurea in Matematica all'Università di Torino.
- Si organizzano le prime squadre professionistiche di football americano.
- Bertha von Suttner e Alfred Fried fondano la Società pacifista germanica.
- Franz Brentano pubblica Das Genie.
- Edmondo De Amicis pubblica Amore e ginnastica.
- Arthur Conan Doyle pubblica Le avventure di Sherlock Holmes, La mummia, Il fiasco di Los Amigos, e Il terrore della grotta di Blue John.
- Irving Fisher pubblica Mathematical Investigations in the Theory of Value and Prices.
- Anatole France pubblica La rôtisserie de la reine Pédauque.
- Victor Hugo pubblica Francia e Belgio.
- Karl Pearson pubblica The Grammar of Science.
- Giovanni Pascoli vince il certamen poetico Hoeufftiano di Amsterdam con la poesia Veianus.
- Sergej Rachmaninov pubblica Cinque pezzi per pianoforte.

## Nati
Ci sono circa 1 350 voci su persone nate nel 1892; vedi la pagina Nati nel 1892 per un elenco descrittivo o la categoria Nati nel 1892 per un indice alfabetico.

## Morti
Ci sono circa 410 voci su persone morte nel 1892; vedi la pagina Morti nel 1892 per un elenco descrittivo o la categoria Morti nel 1892 per un indice alfabetico.

## Calendario
| Calendario 1892 | Calendario 1892 | Calendario 1892 | Calendario 1892 | Calendario 1892 | Calendario 1892 | Calendario 1892 | Calendario 1892 | Calendario 1892 | Calendario 1892 | Calendario 1892 | Calendario 1892 | Calendario 1892 | Calendario 1892 | Calendario 1892 | Calendario 1892 | Calendario 1892 | Calendario 1892 | Calendario 1892 | Calendario 1892 | Calendario 1892 | Calendario 1892 | Calendario 1892 | Calendario 1892 | Calendario 1892 | Calendario 1892 | Calendario 1892 | Calendario 1892 | Calendario 1892 | Calendario 1892 | Calendario 1892 | Calendario 1892 | Calendario 1892 |
| --------------- | --------------- | --------------- | --------------- | --------------- | --------------- | --------------- | --------------- | --------------- | --------------- | --------------- | --------------- | --------------- | --------------- | --------------- | --------------- | --------------- | --------------- | --------------- | --------------- | --------------- | --------------- | --------------- | --------------- | --------------- | --------------- | --------------- | --------------- | --------------- | --------------- | --------------- | --------------- | --------------- |
|                 | 1               | 2               | 3               | 4               | 5               | 6               | 7               | 8               | 9               | 10              | 11              | 12              | 13              | 14              | 15              | 16              | 17              | 18              | 19              | 20              | 21              | 22              | 23              | 24              | 25              | 26              | 27              | 28              | 29              | 30              | 31              |                 |
| Gennaio         | Ve              | Sa              | Do              | Lu              | Ma              | Me              | Gi              | Ve              | Sa              | Do              | Lu              | Ma              | Me              | Gi              | Ve              | Sa              | Do              | Lu              | Ma              | Me              | Gi              | Ve              | Sa              | Do              | Lu              | Ma              | Me              | Gi              | Ve              | Sa              | Do              |                 |
| Febbraio        | Lu              | Ma              | Me              | Gi              | Ve              | Sa              | Do              | Lu              | Ma              | Me              | Gi              | Ve              | Sa              | Do              | Lu              | Ma              | Me              | Gi              | Ve              | Sa              | Do              | Lu              | Ma              | Me              | Gi              | Ve              | Sa              | Do              | Lu              |                 |                 |                 |
| Marzo           | Ma              | Me              | Gi              | Ve              | Sa              | Do              | Lu              | Ma              | Me              | Gi              | Ve              | Sa              | Do              | Lu              | Ma              | Me              | Gi              | Ve              | Sa              | Do              | Lu              | Ma              | Me              | Gi              | Ve              | Sa              | Do              | Lu              | Ma              | Me              | Gi              |                 |
| Aprile          | Ve              | Sa              | Do              | Lu              | Ma              | Me              | Gi              | Ve              | Sa              | Do              | Lu              | Ma              | Me              | Gi              | Ve              | Sa              | Do              | Lu              | Ma              | Me              | Gi              | Ve              | Sa              | Do              | Lu              | Ma              | Me              | Gi              | Ve              | Sa              |                 |                 |
| Maggio          | Do              | Lu              | Ma              | Me              | Gi              | Ve              | Sa              | Do              | Lu              | Ma              | Me              | Gi              | Ve              | Sa              | Do              | Lu              | Ma              | Me              | Gi              | Ve              | Sa              | Do              | Lu              | Ma              | Me              | Gi              | Ve              | Sa              | Do              | Lu              | Ma              |                 |
| Giugno          | Me              | Gi              | Ve              | Sa              | Do              | Lu              | Ma              | Me              | Gi              | Ve              | Sa              | Do              | Lu              | Ma              | Me              | Gi              | Ve              | Sa              | Do              | Lu              | Ma              | Me              | Gi              | Ve              | Sa              | Do              | Lu              | Ma              | Me              | Gi              |                 |                 |
| Luglio          | Ve              | Sa              | Do              | Lu              | Ma              | Me              | Gi              | Ve              | Sa              | Do              | Lu              | Ma              | Me              | Gi              | Ve              | Sa              | Do              | Lu              | Ma              | Me              | Gi              | Ve              | Sa              | Do              | Lu              | Ma              | Me              | Gi              | Ve              | Sa              | Do              |                 |
| Agosto          | Lu              | Ma              | Me              | Gi              | Ve              | Sa              | Do              | Lu              | Ma              | Me              | Gi              | Ve              | Sa              | Do              | Lu              | Ma              | Me              | Gi              | Ve              | Sa              | Do              | Lu              | Ma              | Me              | Gi              | Ve              | Sa              | Do              | Lu              | Ma              | Me              |                 |
| Settembre       | Gi              | Ve              | Sa              | Do              | Lu              | Ma              | Me              | Gi              | Ve              | Sa              | Do              | Lu              | Ma              | Me              | Gi              | Ve              | Sa              | Do              | Lu              | Ma              | Me              | Gi              | Ve              | Sa              | Do              | Lu              | Ma              | Me              | Gi              | Ve              |                 |                 |
| Ottobre         | Sa              | Do              | Lu              | Ma              | Me              | Gi              | Ve              | Sa              | Do              | Lu              | Ma              | Me              | Gi              | Ve              | Sa              | Do              | Lu              | Ma              | Me              | Gi              | Ve              | Sa              | Do              | Lu              | Ma              | Me              | Gi              | Ve              | Sa              | Do              | Lu              |                 |
| Novembre        | Ma              | Me              | Gi              | Ve              | Sa              | Do              | Lu              | Ma              | Me              | Gi              | Ve              | Sa              | Do              | Lu              | Ma              | Me              | Gi              | Ve              | Sa              | Do              | Lu              | Ma              | Me              | Gi              | Ve              | Sa              | Do              | Lu              | Ma              | Me              |                 |                 |
| Dicembre        | Gi              | Ve              | Sa              | Do              | Lu              | Ma              | Me              | Gi              | Ve              | Sa              | Do              | Lu              | Ma              | Me              | Gi              | Ve              | Sa              | Do              | Lu              | Ma              | Me              | Gi              | Ve              | Sa              | Do              | Lu              | Ma              | Me              | Gi              | Ve              | Sa              |                 |